# Штайнах (Штирия)
Штайнах (нем. Stainach) — упразднённая коммуна (нем. Gemeinde) в Австрии, в федеральной земле Штирия. 
Входила в состав округа Лицен.  Население 1852 человека на 31 декабря 2005 года. Площадь 10,26 км². Официальный код  —  61244.
С января 2015г. входит в объединённую коммуну Штайнах-Пюрг округа Лицен.

## География
Одним из крупнейших озёр коммуны является Шпехтензе.

## Политическая ситуация
Бургомистр коммуны — Христиан Даннер (СДПА) по результатам выборов 2005 года.
Совет представителей коммуны (нем. Gemeinderat) состоит из 15 мест.
- СДПА занимает 8 мест.
- АНП занимает 6 мест.
- АПС занимает 1 место.